# Capilla de la Concepción Cuepopan
La capilla de la Concepción Cuepopan, llamada popularmente la Conchita o la capilla de los muertos, es una dependencia del vecino convento de la Concepción, y se encuentra aislada del resto, en el centrio de la plaza vecina. Perteneciente al siglo XVIII de estilo barroco novohispano, ubicada en la Plaza de la Concepción, al noroeste del Centro Histórico de la Ciudad de México. Es el único ejemplo que se conserva de su tipo en el Centro histórico de la ciudad, es decir una pequeña capilla aislada, de planta central, pudiendo ser cuadradas, circulares, elípticas, hexagonales u octogonales. Otro ejemplo, desaparecido, era la Capilla de los Talabarteros, que se encontraba al noroeste de la Catedral, en el comienzo de la calle de Santo Domingo, hoy República de Brasil.

## Breve Historia
La capilla fue fundada a mediados del siglo XVIII en el extremo oriente del barrio de Cuepopan y originalmente estuvo dedicada a Lucía de Siracusa. Fue cerrada a finales del siglo XVIII quedando abandonada, y a mediados del siglo XIX fue reabierta para ser utilizada como depósito de cadáveres para quienes no podían costear el sepelio. En 1927 fue consolidada para establecer una  biblioteca de la SEP y cuatro años después fue declarada monumento histórico el 9 de febrero de 1931.

## Descripción
La planta de la capilla es hexagonal; cuenta con cúpula recubierta de ladrillo rojo aparente y linternilla. Su fachada de dos cuerpos presenta en la parte baja un arco de medio punto moldurado con enjutas decoradas con elementos vegetales y flanqueado por pilastras estriadas con un relieve en la clave que representa a Francisco de Asís, sobre el arco se encuentra un friso con decoración vegetal. En el segundo cuerpo se encuentra un nicho en el cual se encuentra una escultura que representa a Jesús de Nazareth con la cruz a cuestas, el nicho está flanqueado por pilastras y pináculos ondulantes y rematado por un frontón roto y sobre él un relieve con el monograma de María.

## Referencias

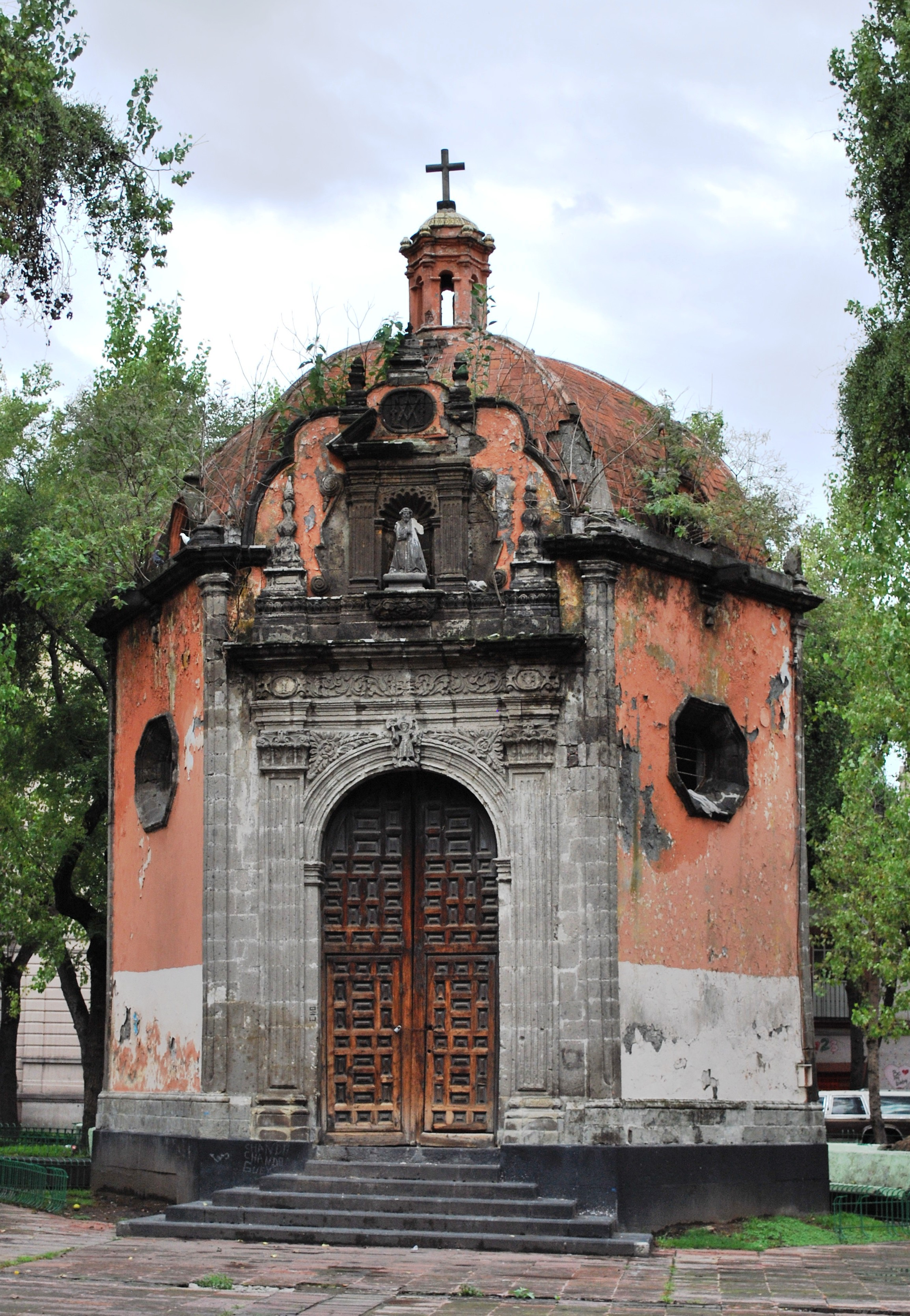
La capilla antes de su restauración en 2016